# P-16 (航空機)
P-16 / XF2J
陸軍航空隊のY1P-16 (撮影年不詳)
- 用途：戦闘機
- 分類：陸上戦闘機、艦上戦闘機
- 製造者：バーリナー・ジョイス・エアクラフト社
- 運用者

  -  アメリカ陸軍航空隊
  -  アメリカ海軍
- 初飛行：1929年10月
- 生産数：26機
- 運用開始：1932年
- 退役：1940年

P-16（Berliner-Joyce P-16 ）は、アメリカのバーリナー・ジョイス社が開発し、1920年代から30年代にかけてアメリカ陸軍航空隊で運用された単発複座戦闘機。
アメリカ海軍でもXF2J（Berliner-Joyce XF2J ）の名称で試験が行われ、陸軍型も後にPB-1と改称された。

## 設計と開発
バーリナー・ジョイス社（Berliner-Joyce Aircraft Corporation）はバーリナー・エアクラフト社（Berliner Aircraft Company）の資産を受け継ぐ形で1929年に設立された。新会社は当初「バーリナー単葉機」の開発を予定していたが、アメリカ陸軍航空隊の要求による複座戦闘機の設計をすることとなった。XP-16と名づけられた試作機は1929年10月に初飛行した。XP-16は金属骨組みに羽布張りの構造を持ち、翼は片持式の複葉で、翼幅の異なる上翼と下翼が前後にずらして置かれ、下翼は上翼より小さく胴体下面に取り付けられていた。また上翼はガル翼となっていた。パイロットの後ろには偵察員兼銃手が位置した。動力はスーパーチャージャー付きのカーチスV-1570コンカラー（600馬力）インライン・エンジンであった。陸軍航空隊の評価試験の後、合計25機におよぶYP-16の最初の2機の契約が締結された（25機のうち最初の15機は先行生産とみなされた）。試作機と生産型との主な違いは、スーパーチャージャーの付かないコンカラーエンジンであったことと、3翅プロペラを使用していたことであった。

## 運用
1931年までの間に、陸軍航空隊からの発注のほか、アメリカ海軍も艦上戦闘機型XF2J-1を発注した。YP-16は、アメリカ陸軍航空隊で就役した最後の複葉戦闘機であるとともに、1918年以降に陸軍のために生産された唯一の複座複葉機戦闘機である。
Y1P-16は1932年、第94追撃飛行中隊に配属された。生産型は後にPB-1（PBは複座追撃機（pursuit-biplace）を現わす有用でない記号であり、他に1機種（PB-2）存在するのみである。）と改称された。試作機に装着されていた過給機が取り外されたため、高空性能はかなり低下したが、後続性能は当時の単座戦闘機よりかなり勝っていた。またガル翼であったにもかかわらず機首越しの視界は劣悪で、着陸に際してパイロットを悩ませることとなった。
バーリナー・ジョイスPB-1は1934年にはすべて第一線から退いたが、なお少数は1940年まで後方での任務に就いていた。
XF2J-1はP-16と同じ欠陥に悩み、開発の遅れと会社の財政難（結局会社の消滅に至った）により2年もかかって納入された試作機の試験は好ましくない成績に終った。

## 各型
- XP-16

試作型。600馬力V-1570-25エンジン装備。1機製造（シリアル29-326）。
- Y1P-16

生産型。評価試験の後P-16となる。25機製造（シリアル31-502/515、31-597、32-221/230）。
- P-16

25機製作されたY1P-16の就役後の呼称。1935年にPB-1と改称。
- PB-1

1935年にP-16から改称された生産型。
- XF2J-1

海軍向け試作型。1934年製作。シリアル8973。

## 運用者
- アメリカ合衆国
  - アメリカ陸軍航空隊
  - アメリカ海軍

## 諸元
P-16
- 乗員： 2
- 全長： 28 ft 2 in （8.59 m）
- 全幅： 34 ft 0 in （10.36 m）
- 全高： 10 ft 2 in （3.10 m）
- 翼面積： 290.64 ft2 （27 m2）
- 空虚重量： 2,734 lb （1,240 kg）
- 最大離陸重量： 3,968 lb （1,800 kg）
- エンジン： カーティス V-1570-25 コンカラー （600 hp） ×1
- 最高速度： 282 km/h
- 航続距離： 1,046 km
- 武装： 0.3 in （7.62 mm）機銃 3挺（前方固定 ×2、後部旋回 ×1）、爆弾搭載量最大 224 lb （102 kg）